# 亨格福德橋和五十週年紀念橋
51°30′22″N 0°07′12″W / 51.50611°N 0.12000°W
亨格福德橋（Hungerford Bridge）是一座位於英國倫敦中心區泰晤士河上的鐵路橋，位於滑鐵盧橋和西敏橋之間。橋北端就是查令十字車站，因而有時又被稱為查令十字橋（Charing Cross Bridge），此橋建於1864年，取代了原先坐落於此的另外一座橋樑，2002年在其兩翼建造了步行橋五十週年紀念橋（Golden Jubilee Bridges）。

## 外部連結
- Survey of London entry （页面存档备份，存于）
- Golden Jubilee Footbridges （页面存档备份，存于）
- Hungerford Bridge (1845) had a span of 676英尺（206） Bridgemeister （页面存档备份，存于）
- Structurae数据库中Hungerford Bridge (1845)的数据

- Structurae数据库中Hungerford Bridge (1864)的数据

- Hungerford Bridge Graveyard
- Imágenes y descripción del puente de Hungerford en PUENTEMANÍA (Español)